# Juan Pablo Freytes
Juan Pablo Freytes (Ticino, 11 gennaio 2000) è un calciatore argentino, difensore del Fluminense.

## Caratteristiche tecniche
È un difensore centrale.

## Carriera
Cresciuto nel settore giovanile del Newell's Old Boys, ha esordito in prima squadra il 16 febbraio 2019 disputando l'incontro di Primera División pareggiato 1-1 contro il San Lorenzo.
Nel 2024 ha realizzato 4 reti in 34 presenze nella prima divisione peruviana con l'Alianza Lima; nel 2025 si è trasferito alla Fluminense nella prima divisione brasiliana.

## Statistiche
Statistiche aggiornate al 30 giugno 2025.

### Presenze e reti nei club
| Stagione                       | Squadra                        | Campionato                     | Campionato | Campionato | Coppe nazionali | Coppe nazionali | Coppe nazionali | Coppe continentali | Coppe continentali | Coppe continentali | Altre coppe | Altre coppe | Altre coppe | Totale | Totale | Totale |
| Stagione                       | Squadra                        | Comp                           | Pres       | Reti       | Comp            | Pres            | Reti            | Comp               | Pres               | Reti               | Comp        | Pres        | Reti        | Pres   | Reti   |        |
| ------------------------------ | ------------------------------ | ------------------------------ | ---------- | ---------- | --------------- | --------------- | --------------- | ------------------ | ------------------ | ------------------ | ----------- | ----------- | ----------- | ------ | ------ | ------ |
| 2018-2019                      | Newell's Old Boys              | PD                             | 5          | 0          | CA+CdS          | 0               | 0               | -                  | -                  | -                  | -           | -           | -           | 5      | 0      |        |
| gen.-giu. 2021                 | Newell's Old Boys              | PD                             | -          | -          | CA+CdL          | 0+4             | 0               | CS                 | 1                  | 0                  | -           | -           | -           | 5      | 0      |        |
| Totale Newell's Old Boys       | Totale Newell's Old Boys       | Totale Newell's Old Boys       | 5          | 0          |                 | 4               | 0               |                    | 1                  | 0                  |             | -           | -           | 10     | 0      |        |
| lug.-nov. 2021                 | Independiente Rivadavia        | PBN                            | 15+2       | 0          | -               | -               | -               | -                  | -                  | -                  | -           | -           | -           | 17     | 0      |        |
| 2022                           | Independiente Rivadavia        | PBN                            | 32+2       | 0          | CA              | 2               | 0               | -                  | -                  | -                  | -           | -           | -           | 36     | 0      |        |
| Totale Independiente Rivadavia | Totale Independiente Rivadavia | Totale Independiente Rivadavia | 47+4       | 0          |                 | 2               | 0               |                    | -                  | -                  |             | -           | -           | 53     | 0      |        |
| 2023                           | Unión La Calera                | PD                             | 24         | 2          | CC              | 2               | 0               | -                  | -                  | -                  | -           | -           | -           | 26     | 2      |        |
| 2024                           | Alianza Lima                   | L1                             | 34         | 4          | CP              | 0               | 0               | CL                 | 6                  | 0                  | -           | -           | -           | 40     | 4      |        |
| 2025                           | Fluminense                     | A/RJ+A                         | 8+11       | 0          | CB              | 3               | 0               | CS                 | 3                  | 0                  | Cmc         | 4           | 1           | 29     | 1      |        |
| Totale carriera                | Totale carriera                | Totale carriera                | 133        | 6          |                 | 11              | 0               |                    | 10                 | 0                  |             | 4           | 1           | 158    | 7      |        |